# Системне моделювання
Системне моделювання (англ. System-level simulation (SLS)) — це набір практичних методів, які використовуються в галузі системної інженерії, щоб моделювати глобальну поведінку за допомогою комп'ютера великих кіберфізичних систем.
Кіберфізичні системи (CPS) — це системи, що складаються з фізичних об'єктів, які регулюються обчислювальними елементами (наприклад, електронними контролерами).
Симуляція на системному рівні в основному характеризується:
- рівень деталізації, адаптований до практичного моделювання великих і складних кіберфізичних систем (наприклад, літаків, промислових об'єктів)
- можливість використовувати моделювання (симуляцію), навіть якщо система не визначена повністю, тобто моделювання не обов'язково вимагає детального знання кожної частини системи. Це дає можливість використовувати симуляцію для вивчення процесу навіть на ранній його стадії.

Ці дві характеристики мають кілька наслідків щодо вибору моделювання.
Симуляція на системному рівні має деякі інші характеристики, спільні з симуляцією CPS загалом:
- системне моделювання включає багатопланові фізичні моделі (термофлюїдні, механічні, електричні тощо)
- системне моделювання часто є міждисциплінарним,[1], тобто це часто є результатом співпраці між людьми з різним досвідом
- системне моделювання зазвичай будується на основі ієрархії моделей; організоване моделювання зазвичай необхідне, щоб можна було передбачити всю модель; концептуальна декомпозиція системи на підсистеми пов'язана з поняттям система систем[2]

Системне моделювання головним чином стосується обчислення еволюції в часі фізичних величин, які характеризують саму систему, але можна додати й інші аспекти, наприклад моделювання відмов та(або) верифікація.

## Інтернет-ресурси
- International Workshop on Simulation at the System Level: Sim@SL
- International Workshop on Equation-based Object-Oriented Modeling Languages and Tools: EOOLT
- ACM/IEEE International Conference on Model Driven Engineering Languages and Systems: MODELS